# Wegetarianizm ekologiczny
Wegetarianizm ekologiczny – wegetarianizm lub weganizm wynikający z dowodów na to, że produkcja zwierzęca, zwłaszcza w ramach rolnictwa intensywnego, jest niezrównoważona ekologicznie. Główne zastrzeżenia dotyczą zanieczyszczenia środowiska i wykorzystywania takich zasobów jak paliwa kopalne, woda i grunty.

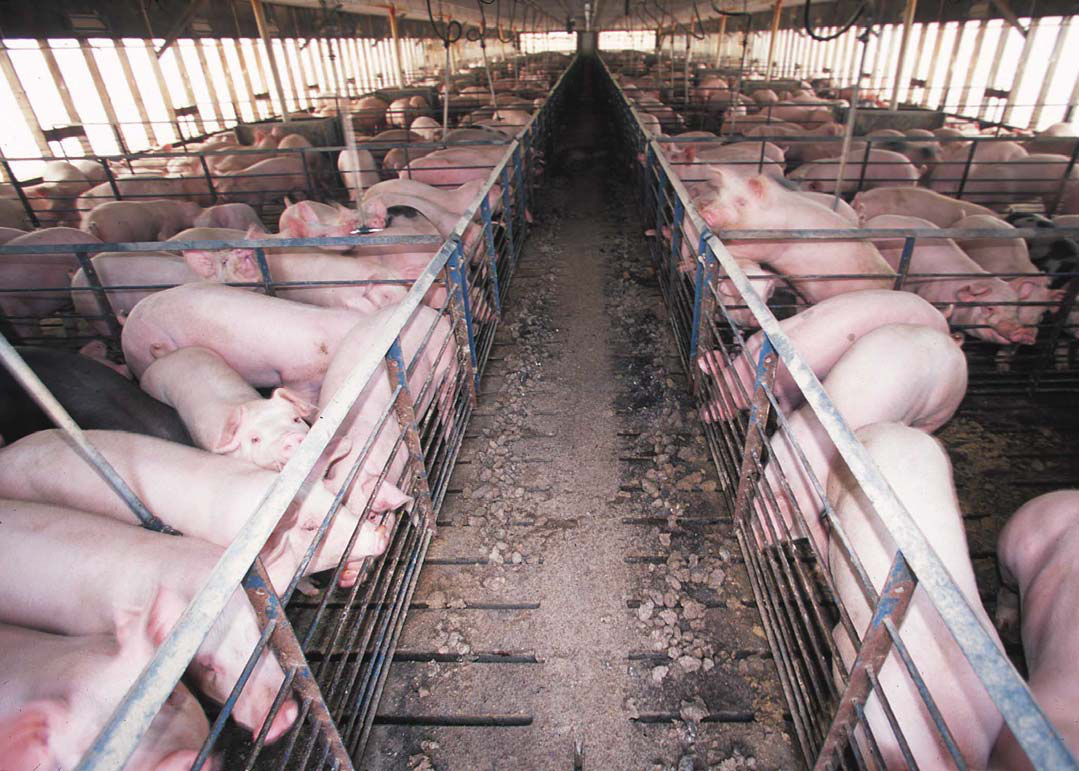
Wnętrze zagrody dla świn

## Wpływ produkcji mięsa na środowisko
Popularne w uprzemysłowionym rolnictwie duże przemysłowe monokultury, najczęściej takich roślin, jak kukurydza lub soja, są bardziej szkodliwe dla ekosystemów niż bardziej zrównoważone praktyki gospodarki rolnej, takie jak rolnictwo ekologiczne, permakultura, pasterstwo, czy rolnictwo bez wykorzystania sztucznego nawadniania.
Zgodnie z inicjatywą ONZ z roku 2006, hodowla zwierząt gospodarskich jest jednym z najważniejszych czynników wpływających na degradację środowiska naturalnego na całym świecie, a nowoczesne sposoby hodowli zwierząt gospodarskich przyczyniają się „na skalę masową” do wylesiania, zanieczyszczenia powietrza i wody, degradacji gruntów, zaniku górnych warstw gleby, zmian klimatu, nadmiernej eksploatacji zasobów takich jak ropa i woda oraz zaniku bioróżnorodności. Dokument kończy wniosek, że „sektor produkcji zwierzęcej jest jednym z dwóch lub trzech najistotniejszych czynników wywołujących najpoważniejsze problemy ekologiczne, na każdym poziomie od lokalnego do globalnego.” W 2006 roku Organizacja Narodów Zjednoczonych do spraw Wyżywienia i Rolnictwa oszacowała, że przemysł mięsny odpowiedzialny jest za 18% emisji gazów cieplarnianych. W 2009 roku dwóch naukowców Banku Światowego skorygowało tę liczbę i oszacowało ją na minimum 51%.
W obliczu zmniejszania się bezpiecznych zasobów wodnych należy pamiętać, że zwierzęta karmione paszą zbożową potrzebują o wiele więcej wody niż rośliny zbożowe. Nieefektywność produkcji mięsa, mleka i jajek, przedstawiona w stosunku nakładu energii do uzyskanej ilości białka, waha się od 4:1 do 54:1. W rezultacie wytwarzanie produktów spożywczych pochodzenia zwierzęcego jest o wiele mniej wydajne niż uprawianie roślin zbożowych, strączkowych, warzyw, owoców i nasion bezpośrednio do spożycia. Człowiek żywiący się głównie białkiem zwierzęcym potrzebuje 10 razy większego obszaru gruntów, by zapewnić sobie odpowiednią ilość jedzenia niż człowiek żywiący się białkiem pochodzenia roślinnego.
Wpływ produkcji zwierzęcej na środowisko zmienia się w zależności od wykorzystywanych metod hodowli. Hodowla oparta na wypasaniu pomaga zredukować erozję gleby i kontrolować szkodniki przy stosowaniu mniejszej ilości pestycydów, dzięki rotacji roślin uprawnych i pastewnych, ale na obszarach jałowych może zapoczątkować proces pustynnienia. Potencjalny wpływ wypasu zwierząt na gleby jest o tyle ważny, że obecnie około 30% powierzchni planety jest wykorzystywana do hodowli zwierząt
W lipcu 2009 roku, kilka tygodni po tym, jak Greenpeace przedstawiło w swoim raporcie wpływ hodowli bydła na wylesianie Amazonii, firmy Nike i Timberland przestały kupować skórę od tamtejszych hodowców. W przypadku globalnego ocieplenia, dwutlenek węgla nie jest jedynym gazem cieplarnianym. Wskaźnik potencjału tworzenia efektu cieplarnianego (GWP) metanu jest około 21 razy wyższy niż dwutlenku węgla, a podtlenku azotu – 296 razy wyższy. Hodowla zwierząt jest jednym z największych źródeł tych gazów.

## Perspektywa ekonomiczna i społeczna
„Świat musi stworzyć 5 miliardów wegan przez następne kilka dekad, albo potroić produkcję rolną bez zwiększenia powierzchni uprawnych.”
Dennis Avery, przewodniczący Centrum ds. Światowych Problemów Żywieniowych
Ekologiczny wegetarianizm można porównać do wegetarianizmu z pobudek ekonomicznych, który obejmuje ludzi przestrzegających diety wegetariańskiej z przymusu ekonomicznego lub ze względu na świadomą decyzję prowadzenia prostego życia. Takie osoby często uzasadniają swoje przekonania z filozoficznego punktu widzenia, np. argumentując, że konsumpcja mięsa jest nieekonomiczna lub że wegetarianizm pomoże polepszyć zdrowie publiczne i ograniczyć głód. Według Worldwatch Institute, „spore ograniczenie konsumpcji mięsa w krajach rozwiniętych zmniejszy nakłady na służbę zdrowia, równocześnie poprawiając zdrowie publiczne; mniejsza liczba zwierząt hodowlanych osłabi eksploatację terenów pastewnych i uprawnych, umożliwiając odnowienie zasobów rolniczych. Zmniejszanie konsumpcji mięsa na skalę globalną wraz ze wzrostem populacji pozwoli w bardziej efektywny sposób wykorzystać kurczące się zasoby wodne i lądowe na jednego mieszkańca, równocześnie czyniąc cenę zboża bardziej przystępną dla głodujących.”
Wegetarianie z pobudek ekonomicznych apelują o ograniczenie konsumpcji mięsa w krajach wysoko rozwiniętych, zwłaszcza w Stanach Zjednoczonych. Według Funduszu Ludnościowego Narodów Zjednoczonych „każdy mieszkaniec USA zjada średnio 118 kg mięsa rocznie, co jest najwyższym wynikiem na świecie. To około 1,5 raza więcej niż średnia wszystkich krajów rozwiniętych, 3 razy więcej niż średnia krajów wschodnioazjatyckich i 40 razy więcej niż średnia Bangladeszu.” Do tego „ślad ekologiczny przeciętnego mieszkańca wysoko rozwiniętego, bogatego kraju jest około 6 razy większy niż mieszkańca kraju biedniejszego i o wiele większy niż mieszkańca jednego z najmniej rozwiniętych krajów.”
Według Światowej Organizacji Zdrowia niedożywienie ma wpływ na przynajmniej połowę z 10,4 milionów zgonów wśród dzieci rocznie Naukowcy z Cornell University obliczyli, że USA mogłyby wyżywić 800 milionów ludzi zbożem, które obecnie zjadają zwierzęta hodowlane, chociaż rozróżniają oni pomiędzy zwierzętami karmionymi paszą a wypasanymi, nazywając wypas zwierząt rozsądniejszym wykorzystaniem gruntów niskiej jakości.
Istnieją głosy, że najlepszym rozwiązaniem jest dieta laktoowowegetariańska (pozwalająca na spożycie jaj, nabiału i miodu) lub wegańska (oparta wyłącznie na produktach roślinnych) jednak nie jest ona całkowicie konieczna, ponieważ wystarczy nawet niewielka redukcja konsumpcji mięsa. „Ogromny wpływ na tę kwestię może mieć osobista decyzja o ograniczeniu konsumpcji mięsa. Do wyprodukowania 1 funta (około 0,5 kg) wołowiny potrzeba około 2400 galonów wody i 7 funtów zboża. Biorąc pod uwagę, że przeciętny Amerykanin zjada 97 funtów wołowiny (i 273 funty mięsa ogółem) rocznie, nawet niewielkie ograniczenie konsumpcji mięsa w takich krajach znacznie zmniejszyłoby obciążenie naszych zasobów naturalnych.”
Z raportu Międzynarodowego Panelu ds. Zrównoważonego Zarządzania Zasobami Programu Środowiskowego ONZ z roku 2010 wynika, że globalne przejście na dietę wegańską w istotny sposób pomoże złagodzić problemy głodu, ubóstwa energetycznego (np. poprzez ograniczanie wycinki lasów pod uprawy roślin na paszę), a także skutki zmiany klimatu. Według Panelu „oczekuje się, że wpływ rolnictwa na środowisko znacznie wzrośnie w związku ze wzrostem populacji i zwiększeniem konsumpcji produktów pochodzenia zwierzęcego. W odróżnieniu od paliw kopalnych, w tym wypadku trudno jest mówić o alternatywach: przecież ludzie muszą jeść. Zauważalne zmniejszenie wpływu rolnictwa jest możliwe jedynie dzięki zmianie diety na skalę globalną i odejściu od spożywania produktów pochodzenia zwierzęcego.”

## Krytyka
Według naukowców z Cornell University powszechne przestrzeganie diety wegetariańskiej samo w sobie może nie wystarczyć do zrównoważenia systemu żywnościowego USA. Oprócz tego należy również wprowadzić bardziej ekologiczne praktyki gospodarki rolnej, np. wykorzystanie energii odnawialnej. Poparcie dla alternatywnych metod rolniczych, np. oszczędnie gospodarowanego rolnictwa ekologicznego, permakultury i wypasu rotacyjnego, a także unikanie niektórych rodzajów roślin, takich jak ryż, ma pozytywny wpływ na stan środowiska naturalnego i zrównoważenie rolnictwa, ale niewielki na prawa zwierząt. Według naukowców „silne uzależnienie od energii kopalnej wskazuje na to, że system żywnościowy USA jest niezrównoważony niezależnie od tego, czy opiera się na produktach pochodzenia zwierzęcego, czy roślinnego.”
Niektórzy ekolodzy twierdzą, że wegetarianizm skupia się raczej na gestach i działaniach jednostek, a nie na systemowych zmianach. Australijski ekolog Dave Riley powiedział, że „niejedzenie mięsa i związane z nim poczucie niewinności są kusząco prostym rozwiązaniem, podczas gdy dookoła nas szaleje ekologiczne zniszczenie”, podkreślając, że zwierzęta pokarmowego odgrywają istotną rolę w łańcuchu żywnościowym. „Na przykład bataty są pokarmem świń, a dzięki gnijącym jabłkom otrzymujemy bekon.”
Bill Mollison, inny australijski ekolog, w swoim kursie tworzenia permakultury dowodził, że wegetarianizm przyśpiesza erozję gleby, ponieważ usunięcie rośliny z pola uprawnego usuwa z niego również wszystkie składniki odżywcze, pobrane przez nią z gleby, podczas gdy usunięcie zwierzęcia pozostawia je w nienaruszonym stanie.
Krytycy wegetarianizmu ekologicznego zwracają uwagę, że głód w dzisiejszym świecie jest w dużej mierze problemem politycznym i może być rozwiązany za pomocą wprowadzenia na światowe rynki większej ilości zboża. Jeśli USA rzeczywiście oddałoby swoje „dodatkowe” zboże krajom rozwijającym się, byłby to zwykły dumping, skutkujący zrujnowaniem rynków lokalnych i pogorszeniem sytuacji. Mogłoby to również doprowadzić do zmniejszenia bioróżnorodności. Niektórzy ekolodzy posuwają się nawet do stwierdzenia, że pomoc żywnościowa, zwłaszcza w postaci zboża, jest jedynie komercyjnym przedsięwzięciem nastawionym bardziej na pomoc rolnikom w krajach rozwiniętych niż zmniejszenie głodu w krajach rozwijających się.